# Susan Gottesman

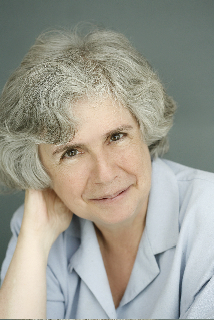
Susan Gottesman

Susan Gottesman (* 19. Mai 1945 in New York City, Vereinigte Staaten) ist eine US-amerikanische Mikrobiologin. Sie hat Pionierarbeit bei Studien zu posttranskriptionellen Regulationsmechanismen in bakteriellen Systemen geleistet, wobei sie sich auf die Rolle der energieabhängigen Proteolyse bei der Regulation und die Rolle kleiner nicht-kodierender RNAs bei der Regulation der Translation und m-RNA-Stabilität konzentrierte. Ein Schwerpunkt ihrer Arbeit war die Frage, wie diese regulatorischen Inputs die Reaktion der Bakterien auf Stress beeinflussen. Sie legte den Grundstein für zwei neue Bereiche der bakteriellen Genregulation.

## Leben

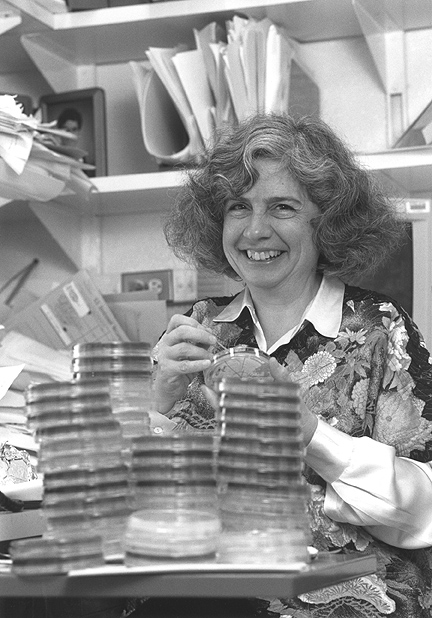
Susan Gottesman, 2003

Gottesman ist die Tochter eines Buchhalters und einer Lehrerin. Sie studierte von 1963 bis 1967 am Radcliffe College mit einem Bachelor-Abschluss und promovierte 1971 in Mikrobiologie an der Harvard University. Anschließend forschte sie bis 1974 als Postdoktorandin am NCI Laboratory of Molecular Biology. Danach war sie bis 1976 wissenschaftliche Mitarbeiterin am Massachusetts Institute of Technology und kehrte dann als leitende Forscherin an das NCI Laboratory of Molecular Biology zurück. Sie ist Co-Leiterin dieses Labors und Leiterin der Abteilung für biochemische Genetik.
Sie ist mit dem stellvertretenden Direktor für interne Forschung, Michael Gottesman, verheiratet und das Paar hat zwei Kinder.

## Forschung
Gottesmans Forschung konzentrierte sich auf zwei Mechanismen in Bakterienzellen, die kontrollierte Proteolyse und kleine RNAs, und insbesondere darauf, wie diese Mechanismen die Reaktion von Bakterien auf Stress beeinflussen.
Ende der 1960er Jahre adaptierte Gottesman als Doktorandin an der Harvard University einen Ansatz, den Jon Beckwith für die Untersuchung des lac-Operons entwickelt hatte, um die Regulierung des E. coli-Arabinose-Operons zu untersuchen. Anhand ihrer Forschung konnten sie nachweisen, dass ein transduzierender Bakteriophage für das Arabinose-Operon funktionieren könnte. Frühere Studien hatten nur Erfolg beim lac-Operon gezeigt, aber der Lambda-Phage war bei ihren Tests für das Arabinose-Operon erfolgreich. Gottesmans spätere Forschung an den National Institutes of Health verwendete diesen Lambda-Phagen, um zu verstehen, wie Bakteriophagen sich in ein Bakterienchromosom einfügen und sich anschließend wieder entfernen können.
Sie und ihre Mitarbeiter identifizierten eine Familie energieabhängiger Proteasen, die als bakterielles Äquivalent der Proteasom-Proteinkomplexe fungieren, die in den Zellen von Organismen höherer Ordnung vorkommen. Gottesmans Labor erweiterte dann den Fokus auf die Rolle, die kleine RNAs bei der Regulierung in E. coli und anderen Bakterien spielen. Kleine RNAs enthalten keine Kodierung für Proteine, sondern interagieren mit mRNAs oder Proteinen, um die Genexpression in einer Zelle zu steuern. Gottesman und ihre Kollegen entdeckten eine Sammlung kleiner RNAs und stellten deren einzigartige Rolle bei der Regulierung von Bakterienzellen fest, was einen erheblichen Einfluss auf das Verständnis der regulatorischen Netzwerke innerhalb dieser Organismen hatte.
Sie war Mitglied des NAS-Rats sowie des Vorstands der Genetics Society, des Rates der American Association for the Advancement of Science, des Rates der American Academy of Microbiology und der American Society for Biochemistry and Molecular Biology. Sie war Herausgeberin des Journal of Bacteriology und ist seit 2008 Herausgeberin der Annual Review of Microbiology und Mitglied der Redaktionsausschüsse von J. Bacteriology, Genes & Development und mBio.

## Auszeichnungen
- 1998: Mitglied der National Academy of Sciences[2]
- 1999: Mitglied der American Academy of Arts and Sciences[3]
- 2011: Abbott-ASM Lifetime Achievement Award[4]
- 2015: Selman A. Waksman-Preis für Mikrobiologie[5]
- 2017: Herbert Tabor Research Award[6][7]
- 2020: Feodor Lynen-Medaille von der Deutschen Gesellschaft für Biochemie und Molekularbiologie

## Veröffentlichungen (Auswahl)
- Karen M. Wassarman, Francis Repoila, Carsten Rosenow, Gisela Storz, Susan Gottesman: Identification of novel small RNAs using comparative genomics and microarrays. In: Genes & Development. Band 15, Nr. 13, 1. Juli 2001, ISSN 0890-9369, S. 1637–1651, doi:10.1101/gad.90100.
- A. Battesti, J. R. Hoskins, S. Tong, P. Milanesio, J. M. Mann, A. Kravats, Y. M.  Tsegaye, A.  Bougdour, S.  Wickner, S.  Gottesman: Anti-adaptors provide multiple modes for regulation of the RssB adaptor protein. Genes & Development. 27 (24), 2013, S.  2722–35. doi:10.1101/gad.229617.113.